# Rana zhenhaiensis
Espèce
Statut de conservation UICN

 LC  : Préoccupation mineure
Rana zhenhaiensis est une espèce d'amphibiens de la famille des Ranidae.

## Répartition
Cette espèce est endémique de l'Est de la République populaire de Chine. Elle se rencontre de l'Est du Hubei et du Sud du Jiangsu jusqu'au Sud du Guangdong.

## Étymologie
Son nom d'espèce, composé de zhenhai et du suffixe latin -ensis, « qui vit dans, qui habite », lui a été donné en référence au lieu de sa découverte, le district de Zhenhai.

## Publication originale
- Ye, Fei, & Matsui, 1995 : Taxonomic studies of Chinese Rana japonica Guenther. Acta Herpetologica Sinica, vol. 4, no 5, p. 82-87.